# 惑星科学
惑星科学（わくせいかがく、planetary science）は、惑星について研究する学問である。地球科学と天文学をつなぐ学問であるといえるが、天文学が中学校・高等学校においては地学分野に、大学では物理学の一分野として位置づけられているのに対し、惑星科学は中学・高校・大学のいずれでも地学＝地球科学の一分野とされている。それは惑星科学が地球科学の他惑星への応用という一面を持っているからである。
なお、惑星科学のうち特に物理学的手法を用いるものを惑星物理学と呼ぶ。

## 惑星科学の主な研究テーマ
- 惑星の構造、起源、進化
- 各惑星の類似性・特殊性の比較
- 惑星としての地球及び地球表層環境とその安定性
- 生命の起源
- 惑星系の構造・進化
- 地球外惑星物質の起源

今日の惑星科学で最も重要な研究テーマは太陽系のなりたちをすべて解き明かすことである。
太陽系形成の理論としては、18世紀にイマヌエル・カントとピエール＝シモン・ラプラスによって「カント・ラプラスの星雲説」が発表されている。その後、1970年代になって京都大学の林忠四郎を中心とするグループとハーバード大学のアル・キャメロンを中心とするグループが星雲説同様のガス円盤から太陽系が形成されたとする理論を提案した。林グループやキャメロングループの理論が星雲説と異なる…は、両理論が現代物理学に基づいて構築された点にある。今日では林理論を受け継いだものが最も有力な太陽系形成論となっており、日本の研究者がリードしている。林忠四郎の門下生は天文学・宇宙物理学の分野に進んだものが多いが、林の弟子の1人・中澤清は惑星科学の分野に進み、師の林が切り拓いた太陽系形成論の研究に従事している。